# Ivan José Rodrigues
Ivan José Rodrigues (Tijucas, 21 de novembro de 1934 – 23 de julho de 1978) foi um político brasileiro.
Filho de Ivo Quintino Rodrigues e de Altair Rodrigues, casado com Neide Ramos Martins Rodrigues. Nasceu em 21 de novembro de 1934, em Tijucas/SC. 
Estudou na terra natal e fez curso de Técnico Agrícola.
Casou com Neide Ramos Martins Rodrigues, com quem teve três filhos: Kleber Rodrigues, Fabiana e Luciano. 

## Trajetória política
Foi deputado à Assembleia Legislativa de Santa Catarina na 7ª legislatura (1971 — 1975), eleito pela Movimento Democrático Brasileiro (MDB). Foi o deputado mais votado nesta eleição.
Foi vice-prefeito de Joinville na gestão de Pedro Ivo Campos.
Foi vereador em Joinville. No princípio de sua colonização, Joinville foi administrada pelos Diretores da Colônia Dona Francisca, os quais eram nomeados pela Sociedade Colonizadora de Hamburgo.
Com a instalação do Município de Joinville em 1869, os vereadores eleitos pelo voto popular escolhiam o Presidente da Câmara, o qual acumulava a função de chefe do executivo, tornando-se responsável pela administração da cidade.
Com a proclamação da república foram conferidas funções executivas aos superintendentes eleitos diretamente pelo voto popular.
A partir de 1930, os intendentes foram substituídos pelos prefeitos.

## Homenagens póstumas
- Rua Vice-prefeito Ivan José Rodrigues, em Joinville
- Ginásio de Esportes  Deputado Ivan  Rodrigues, que por muitos anos abrigou o renomado Festival de Dança de Joinville
- Centro Educacional Infantil Ivan José Rodrigues